# Jošanica (Konjic)
Pour les articles homonymes, voir Jošanica.
Jošanica (en cyrillique : Јошаница) est un village de Bosnie-Herzégovine. Il est situé dans la municipalité de Konjic, dans le canton d'Herzégovine-Neretva et dans la fédération de Bosnie-et-Herzégovine. Selon les premiers résultats du recensement bosnien de 2013, il compte 56 habitants.

## Démographie

### Évolution historique de la population
| 1948 | 1953 | 1961 | 1971 | 1981 | 1991 | 2013 |
| ---- | ---- | ---- | ---- | ---- | ---- | ---- |
| -    | -    | 215  | 225  | 239  | 226  | 56   |

|  |